# Gitte und Rex Gildo
Gitte und Rex Gildo bildeten in den 1960er Jahren ein deutsches Schlager-Duo, das mit mehreren Titeln in die Hitparaden kam.

## Werdegang
Gitte Hænning (* 1946) war in ihrer Heimat Dänemark zum Kinderstar geworden, ehe sie Produzent Nils Nobach 1959 nach Deutschland holte und ihr einen Schallplattenvertrag bei der Kölner Plattenfirma Electrola verschaffte. Im Gegensatz zu Rex Gildo (1936–1999), der bis Ende 1962 schon mehrere Hitparadenerfolge erreicht hatte (zuletzt den Nummer-eins-Hit Speedy Gonzales), hatte Gitte, wie sie auf ihren Schallplatten in Deutschland genannt wurde, den großen Durchbruch bis 1962 noch nicht geschafft.
1963 wollte der Norddeutsche Rundfunk mit Gitte eine Fernsehshow produzieren und benötigte für sie noch einen Partner. Rex Gildo, der wie Gitte bei Electrola unter Vertrag stand, schien für diese Aufgabe der geeignetste zu sein, und so wurde das Duo „Gitte und Rex Gildo“ geboren. Mit den beiden wurde die Show Kein Tag ohne Musik – Ein Rendezvous mit Gitte & Rex produziert, in der sie auch gemeinsam sangen. Electrola nahm dies zum Anlass, aus den beiden längerfristig ein Schallplattenpaar zu machen und brachte im Sommer 1963, nachdem Gitte mit ihrem Lied Ich will ’nen Cowboy als Mann zunächst bei den Deutschen Schlager-Festspielen 1963 gewonnen und danach die Hitparaden gestürmt hatte, die erste Single mit den beiden heraus.
Der A-Seiten-Titel Vom Stadtpark die Laternen entwickelte sich zu einem Verkaufsschlager und erreichte in den deutschen Hitparaden Platz eins. Bis 1965 produzierte Electrola sechs Singles mit Gitte und Rex Gildo, von denen insgesamt auch sechs Titel in die deutschen Hitlisten aufgenommen wurden. Mit dem Lied Jetzt dreht die Welt sich nur um dich nahm das Paar an den Deutschen Schlager-Festspielen 1964 teil und erreichte den 3. Platz. Das Lied wurde auch zum Titel eines Schlagerfilms, in dem beide Interpreten mitwirkten. 1964 wurde mit Gitte und Rex Gildo unter dem Titel Hokus-Pokus mit Gitte & Rex erneut eine Fernsehshow ausgestrahlt.
1965 trennte sich das Duo auf Initiative von Gitte. Beide setzten ihre Solokarrieren fort, in denen sie in den folgenden Jahren weitere Erfolge verbuchen konnten.

## Diskografie
| A / B-Seite                                                                | Katalog-Nr.   | veröffentl. |
| -------------------------------------------------------------------------- | ------------- | ----------- |
|                                                                            | EMI-Columbia  |             |
| Vom Stadtpark die Laternen / Hey-hey, olé                                  | 22 418        | 8/1963      |
| Zwei auf einer Bank / Wunderland der großen Liebe                          | 22 620        | 1/1964      |
| Jetzt dreht die Welt sich nur um dich / Unser Haus, das steht in Tennessee | 22 703        | 5/1964      |
|                                                                            | EMI-Electrola |             |
| Hokuspokus / Wenn Verliebte abends bummeln geh’n                           | 22 733        | 8/1964      |
| Süß wie Schokolade / Dein Glück ist mein Glück                             | 22 887        | 3/1965      |
| Sweet Hawaii / Schau mich an                                               | 23 044        | 8/1965      |

## Film
- Jetzt dreht die Welt sich nur um dich, Österreich 1964, Regie: Wolfgang Liebeneiner, mit Ruth Stephan, Claus Biederstaedt, Gunther Philipp, Hans Söhnker, Gustav Knuth u. a.